# Campionato europeo a squadre miste di badminton 1974
Il Campionato europeo a squadre miste di badminton 1974 si sono svolti a Vienna, in Austria, dal 12 al 20 aprile 1974. È stata la 2ª edizione del torneo, organizzato dalla Badminton Europe.

## Partecipanti
Hanno partecipato al campionato europeo 13 squadre:
- Austria
- Cecoslovacchia
- Danimarca
- Galles
- Germania Ovest
- Finlandia
- Inghilterra
- Irlanda
- Norvegia
- Paesi Bassi
- Scozia
- Svezia
- Jugoslavia

## Podi
| Evento       | Oro         | Argento   | Bronzo |
| Torneo misto | Inghilterra | Danimarca | Svezia |

## Classifica finale
| Rank | Team           |
| ---- | -------------- |
| 1    | Danimarca      |
| 2    | Inghilterra    |
| 3    | Svezia         |
| 4    | Germania Ovest |
| 5    | Paesi Bassi    |
| 6    | Scozia         |
| 7    | Galles         |
| 8    | Irlanda        |
| 9    | Cecoslovacchia |
| 10   | Norvegia       |
| 11   | Jugoslavia     |
| 12   | Austria        |
| 13   | Finlandia      |